# Сёлтер, Петра
Петра Сёлтер в замужестве Фоге (нем. Petra Sölter; 23 октября 1962 года, Эльбингероде) — восточногерманская лыжница, призёрка чемпионата мира. Бывшая жена известного бобслеиста Инго Фоге.

## Карьера
В Кубке мира Сёлтер дебютировала в 1982 году, в январе 1983 года единственный раз попала в десятку лучших на этапе Кубка мира в индивидуальной гонке. Кроме этого имеет на своём счету 2 попадания в тридцатку лучших на этапах Кубка мира. Лучшим достижением Сёлтер в общем итоговом зачёте Кубка мира является 27-е место в сезоне 1981/82.
На Олимпийских играх 1984 года в Сараево, заняла 36-е место в гонке на 5 км свободным стилем и 8-е место в эстафете.
На чемпионате мира-1982 в Осло завоевала бронзовую медаль в эстафетной гонке, кроме того была 7-й в гонке на 5 км свободным стилем и 19-й в гонке на 20 км классическим стилем.